# قتل به ترتیب الفبا
قتل به ترتیب حروف الفبا با نام اصلی قتل‌های ای. بی. سی.(به انگلیسی: The A.B.C. Murders) رمان جنایی نوشته شده توسط آگاتا کریستی است که در سال ۱۹۳۶ منتشر شد.
در این داستان، هرکول پوآرو، آرتور هستینگز و سربازرس جپ نقش‌آفرینی می‌کنند. سبک نگارش داستان در مواقعی اول شخص و مواقعی سوم شخص است که این روش اولین بار توسط چارلز دیکنز نویسندهٔ مشهور انگلیسی در کتاب خانه غم‌زده به‌کار گرفته شد. آگاتا کریستی هم این روش را در مردی با لباس قهوه‌ای امتحان کرد.
این کتاب در آمریکا و اروپا با استقبال مردم روبه‌رو شد و توسط انتشارات هرمس با عنوان قتل‌های الفبایی ترجمه و به چاپ رسید.
دیوید سوشی -هنرپیشه معروف در نقش هرکول پوآرو- قتل‌های الفبایی را یکی از بهترین رمان‌های کریستی می‌داند.

## داستان
یک قاتل سریالی سه نفر را در سه شهر مختلف به قتل می‌رساند: آلیس اشر در شهر آندور، همپشایر، بتی برنارد از شهربکسیل-ان-هیل، و سومین نفر سر کارمیل کلارک از شهر چرچستون. این قاتل قبل از هر قتل به پوآرو نامه می‌دهد. و قاتل یک شخص دیگر را جای شخص دی به قتل می‌رساند. یک شخص هم که گمان می‌رود روانی است دستگیر می‌شود ولی پوآرو معتقد است که وی قاتل نبوده و در نهایت فرد دیگری را دستگیر می‌کند.